# 山口勝 (陸軍軍人)

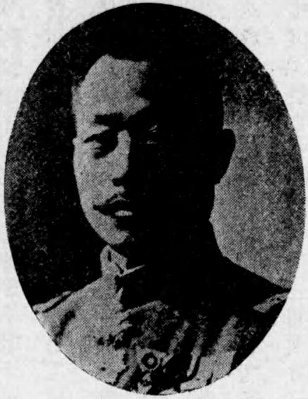
山口勝

山口 勝（やまぐち かつ、1862年2月12日（文久2年1月14日） - 1938年（昭和13年）10月4日）は、日本の陸軍軍人。第10師団長、第16師団長、重砲兵監を歴任し、階級は陸軍中将従三位勲二等功三級に至る。

## 経歴
江戸出身。幕臣（維新後沼津勤番組）・山口千造の二男として生まれる。維新後は一家で、沼津周辺の鳥谷村や東沢田村に移住した。沼津兵学校附属小学校（現沼津市立第一小学校）で学んだ。大坂兵学寮を経て、1873年（明治6年）3月、陸軍幼年学校に入り、1879年（明治12年）1月、陸軍士官学校に進む。1881年（明治14年）12月24日、士官学校を卒業し、同日砲兵少尉に任官され山砲兵第1大隊付を命ぜられる。士官生徒第4期（陸士旧4期）の山口の同期には陸軍大臣の岡市之助中将、青島守備軍司令官の大島健一中将、第18師団長の斎藤力三郎中将らがいる。
1885年（明治18年）5月、砲兵中尉に進み、1886年（明治19年）3月、参謀本部第3局第2課員を命ぜられる。1889年（明治22年）4月、砲兵大尉進級と共に野砲兵第4連隊中隊長を拝命する。同年中にイタリアに留学し1893年（明治26年）3月帰国する。帰国と共に要塞砲兵監副官に就き、1894年（明治27年）7月から臨時東京湾守備隊参謀に移る。同年9月、砲兵少佐に進み、1895年（明治28年）、臨時徒歩砲兵連隊大隊長に発令され日清戦争に出征。同年、由良要塞砲兵大隊長に転じた。
1897年（明治30年）7月からフランスに駐在し、1899年（明治32年）10月28日、砲兵中佐任官と共に陸軍要塞砲兵射撃学校長に就任する。1901年（明治34年）7月5日、陸軍省軍務局砲兵課長に移り、1902年（明治35年）11月15日、砲兵大佐に進級する。1907年（明治40年）11月13日、陸軍少将に進み野戦重砲兵第1旅団長を命ぜられ、1912年（大正元年）9月28日、重砲兵監を拝命する。
1913年（大正2年）7月3日、陸軍中将に進級し、1914年（大正3年）8月8日、第10師団長に親補される。1916年（大正5年）8月18日、第16師団長に移り、1917年（大正6年）8月6日から待命となるが1918年（大正7年）2月、教育総監部附を命ぜられる。1919年（大正8年）4月1日には予備役編入となる。更に1925年（大正14年）4月1日に後備役となる。
1938年10月4日薨去。墓所は天龍寺 (新宿区)。諡は大雄院殿仁山勝道居士。

## 栄典
位階
- 1903年（明治36年）2月20日 - 従五位[5]
- 1907年（明治40年）12月27日 - 正五位[6]
- 1913年（大正2年）1月30日 - 従四位[7]
- 1915年（大正4年）3月1日 - 正四位[8]

勲章等
- 1895年（明治28年）5月23日 - 勲六等瑞宝章[9]
- 1906年（明治39年）4月1日 - 功三級金鵄勲章・勲三等旭日中綬章・明治三十七八年従軍記章[10]
- 1914年（大正3年）5月16日 - 勲二等瑞宝章[11]
- 1915年（大正4年）11月10日 - 大礼記念章[12]

## 家族・親族
- 息子 山口一太郎（陸軍大尉、二・二六事件で有罪）[1]、山口平四郎（地理学者、立命館大学名誉教授）
- 弟 山口悦（海軍中将）[1]